# Guillermo Fornes
Guillermo Fornes (Bilbao, 21 de noviembre de 1964) es un destacado artista español conocido por su obra en pintura, grabado y Land Art. Su trabajo se caracteriza por un enfoque emocional y un lenguaje pictórico personal que combina elementos de la tradición japonesa con el expresionismo occidental.

## Reseña biográfica
Nacido en Bilbao el 21 de noviembre de 1964, Guillermo Fornes realizó estudios de Bellas Artes en el Kings College of Art de Londres a partir de 1991, después de completar una licenciatura en Psicología en la Universidad Cardenal Cisneros de Madrid entre 1986 y 1990. Tras siete años estableciendo su estudio en Londres, regresó a España donde continuó su actividad artística, investigando y experimentando nuevas técnicas pictóricas y de grabado. Ha colaborado con diversas instituciones y su obra se encuentra presente en colecciones institucionales y fundaciones como el Museo de Arte Contemporáneo de Ibiza, la Biblioteca Nacional, la Fundación Telefónica y la Fundación BBK, entre otras.

## Estilo artístico
El trabajo de Guillermo Fornes se caracteriza por su enfoque emocional y su lenguaje pictórico personal, que emplea códigos, signos y símbolos arquetípicos para construir sus composiciones. Su estilo combina elementos de la pintura tradicional japonesa con el expresionismo occidental, buscando establecer un equilibrio entre la delicadeza y la fuerza en sus obras. Ha desarrollado proyectos destacados como GERIA, una acción Land Art efímera realizada en Lanzarote en 2021, donde utiliza una técnica de intervención gestual que a menudo involucra elementos naturales como el agua y el fuego para establecer una conexión directa con la naturaleza y el espectador. A lo largo de su carrera, ha defendido un enfoque atemporal en su obra, alejado de tendencias y vanguardias, buscando crear un lenguaje universal y profundo que pueda resonar en diferentes contextos y épocas. Su compromiso con el arte como medio de comunicación y reflexión lo lleva a explorar constantemente nuevas técnicas y conceptos, manteniendo siempre la emoción como eje central de su trabajo.

## Distinciones y obras en colecciones institucionales
- Museo de Arte Contemporáneo de Ibiza
- Bienal de grabado Ibizagrafic, 1993 y 2001
- II Certamen de Grabado Fundación Deutsche Stiftung, Madrid, 1999
- Biblioteca Nacional
- Archivo de Grabado Contemporáneo, Madrid, 1998
- Casa de la Moneda, Calcográfico Nacional, 1998
- Calcográfico Nacional, Certamen de Grabado
- Credit Agricole
- BNP
- Deustche Bank
- Fundación Telefónica, Madrid
- Fundación UNICEF, Madrid
- Fundación BBK
- FEVE